# Susan Krumins
Susan Krumins (* 8. Juli 1986 in Nijmegen als Susan Kuijken) ist eine niederländische Mittel- und Langstreckenläuferin.

## Sportliche Laufbahn
2005 gewann sie bei den Junioreneuropameisterschaften in Kaunas Silber über 3000 Meter und bei den Crosslauf-Europameisterschaften in Tilburg Bronze im Juniorinnenrennen.
Bei den Crosslauf-Europameisterschaften 2008 in Brüssel siegte sie im U23-Rennen.
Über 1500 Meter schied sie bei den Weltmeisterschaften 2009 in Berlin und den Europameisterschaften 2010 in Barcelona im Vorlauf aus.
Bei den Weltmeisterschaften 2013 in Moskau wurde sie Achte über 5000 Meter. 2014 gewann sie bei den Europameisterschaften in Zürich Bronze über 5000 Meter und kam beim Continentalcup in Marrakesch über 3000 Meter auf den dritten Platz.
Bei den Weltmeisterschaften 2015 in Peking wurde sie über 5000 Meter Achte und über 10.000 Meter Zehnte.
2014 wurde sie Niederländische Meisterin über 1500 Meter. Für die Florida State University startend wurde sie 2009 NCAA-Meisterin über 1500 Meter und 2008 NCAA-Hallenmeisterin über 3000 Meter.

## Persönliche Bestzeiten

### Freiluft
- 800 m: 2:02,24 min, 16. Mai 2009 in Atlanta
- 1000 m: 2:38,01 min, 22. August 2014 in Amsterdam
- 1500 m: 4:02,25 min, 27. August 2017 in Berlin
- 2000 m: 5:38,37 min, 31. August 2013 in Amsterdam (niederländischer Rekord)
- 3000 m: 8:34,41 min, 20. August 2017 in Birmingham
- 5000 m: 14:51,25 min, 1. September 2017 in Brüssel
- 10.000 m: 31:20,24 min, 5. August 2017 in London
- 10-km-Straßenlauf: 31:11 min, 10. Februar 2019 in Schoorl
- Halbmarathon: 1:10:52 h, 26. März 2017 in Venlo

### Halle
- 1 Meile (Halle): 4:34,11 min, 28. Februar 2009 in Blacksburg
- 3000 m: 8:56,27 min, 14. März 2009 in College Station